# Peter Christen Asbjørnsen
Peter Christen Asbjørnsen (født 1812 i Christiania (Oslo), død 1885 i Kristiania (Oslo) var en norsk forfatter, folkemindesamler og naturforsker. Sammen med ungdomsvennen Jørgen Moe udgjorde han forfatterparret Asbjørnsen og Moe, som i Norge er blevet et synonym for norske folkeeventyr.
- Wikimedia Commons har flere filer relateret til Peter Christen Asbjørnsen